# Aszkal
Aszkal (fr. Lac Ichkeul, arab. محمية إشكل) – jezioro w Tunezji, niedaleko wybrzeży Morza Śródziemnego.
Wraz z otaczającym je zabagnionym obszarem objęte jest ochroną w ramach parku narodowego Aszkal. Park ten wpisano na listę światowych rezerwatów biosfery (w 1980 roku także na listę listę światowego dziedzictwa UNESCO). Jezioro leży na trasie przelotów ptaków migrujących z Europy do Afryki.